# ライン・ハーパー
ライン・リチャード・ハーパー（Ryne Richard Harper, 1989年3月27日 - ）は、 アメリカ合衆国テネシー州モンゴメリー郡クラークスビル出身のプロ野球選手（投手）。右投右打。現在は、フリーエージェント（FA）。

## 経歴

### プロ入りとブレーブス傘下時代
2011年のMLBドラフト37巡目（全体1136位）でアトランタ・ブレーブスから指名され、プロ入り。契約後、傘下のルーキー級ガルフ・コーストリーグ・ブレーブスでプロデビュー。アパラチアンリーグのルーキー級ダンビル・ブレーブスでもプレーし、2球団合計で17試合に登板して3勝0敗3セーブ、防御率0.59、37奪三振を記録した。
2012年はA級ローム・ブレーブスとA+級リンチバーグ・ヒルキャッツでプレーし、2球団合計で42試合に登板して2勝3敗5セーブ、防御率2.73、90奪三振を記録した。
2013年はAA級ミシシッピ・ブレーブスでプレーし、41試合に登板して6勝3敗11セーブ、防御率1.79、54奪三振を記録した。
2014年もAA級ミシシッピでプレーし、48試合に登板して9勝5敗1セーブ、防御率2.58、93奪三振を記録した。オフにはアリゾナ・フォールリーグに参加し、ピオリア・ハベリーナズに所属した。
2015年はA級ロームとAA級ミシシッピでプレーし、2球団合計で24試合に登板して0勝1敗、防御率2.04、43奪三振を記録した。

### マリナーズ傘下時代
2015年12月11日、ホセ・ラミレスとのトレードでの後日発表選手としてシアトル・マリナーズへ移籍した。
2016年は傘下のAA級ジャクソン・ジェネラルズでプレーし、42試合に登板して4勝5敗6セーブ、防御率2.51、95奪三振を記録した。
2017年はAA級アーカンソー・トラベラーズとAAA級タコマ・レイニアーズでプレーし、2球団合計で41試合に登板して4勝2敗3セーブ、防御率3.35、55奪三振を記録した。オフの11月6日にFAとなった。

### ツインズ時代

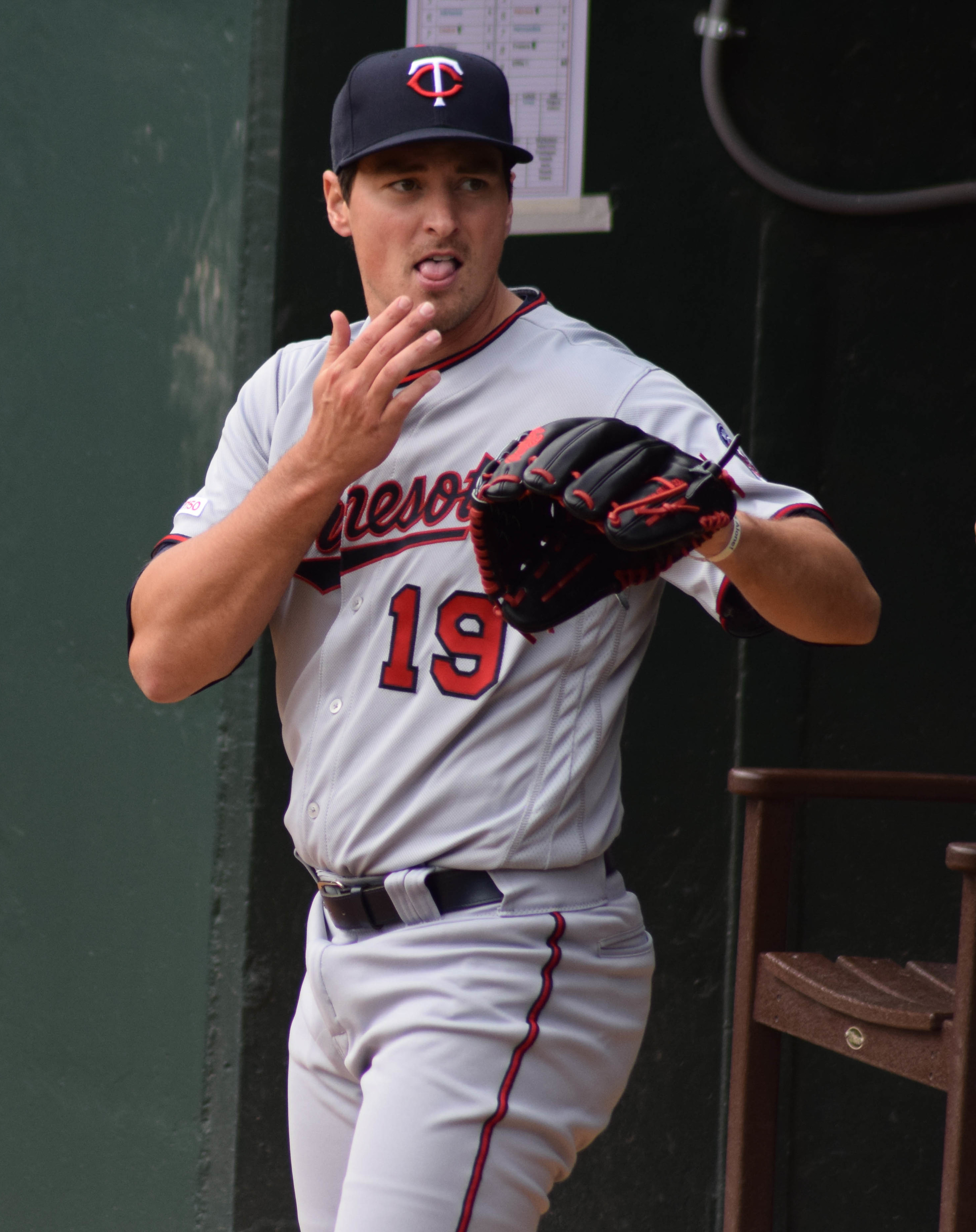
ミネソタ・ツインズ時代
(2019年4月7日)

2018年2月2日にミネソタ・ツインズとマイナー契約を結んだ。シーズンでは傘下のAA級チャタヌーガ・ルックアウツとAAA級ロチェスター・レッドウイングスでプレーし、2球団合計で38試合に登板して1勝5敗6セーブ、防御率3.60、86奪三振を記録した。
2019年はスプリングトレーニングではマイナーだったが、開幕直前の3月27日にメジャー契約を結んでアクティブ・ロースター入りした。なお、この日は30歳の誕生日でもあった。3月31日のクリーブランド・インディアンス戦でメジャーデビュー。この年メジャーでは61試合に登板して4勝2敗1セーブ、防御率3.81、50奪三振を記録した。
2020年1月24日にジョシュ・ドナルドソンの加入に伴ってDFAとなった。

### ナショナルズ時代
2020年1月29日にハンター・マクマホンとのトレードで、ワシントン・ナショナルズへ移籍した。この年は23試合に登板して、1勝0敗、防御率7.61という成績だった。
2021年は34試合に登板したが、オフの11月30日にFAとなった。

### 独立リーグ時代
2022年4月21日に北米独立リーグ・アトランティックリーグのケンタッキー・ワイルドヘルス・ゲノムズと契約した。7月4日に自由契約となった。

## 投球スタイル
投球の約6割をカーブが占めており、フォーシームとのコンビネーションで組み立てる。

## 詳細情報

### 年度別投手成績
| 年 度    | 球 団    | 登 板 | 先 発 | 完 投 | 完 封 | 無 四 球 | 勝 利 | 敗 戦 | セ 丨 ブ | ホ 丨 ル ド | 勝 率 | 打 者 | 投 球 回 | 被 安 打 | 被 本 塁 打 | 与 四 球 | 敬 遠 | 与 死 球 | 奪 三 振 | 暴 投 | ボ 丨 ク | 失 点 | 自 責 点 | 防 御 率 | W H I P |
| -------- | -------- | ----- | ----- | ----- | ----- | -------- | ----- | ----- | -------- | ----------- | ----- | ----- | -------- | -------- | ----------- | -------- | ----- | -------- | -------- | ----- | -------- | ----- | -------- | -------- | ------- |
| 2019     | MIN      | 61    | 0     | 0     | 0     | 0        | 4     | 2     | 1        | 12          | .667  | 225   | 54.1     | 54       | 7           | 10       | 0     | 1        | 50       | 5     | 0        | 25    | 23       | 3.81     | 1.18    |
| 2020     | WSH      | 23    | 0     | 0     | 0     | 0        | 1     | 0     | 0        | 1           | 1.000 | 110   | 23.2     | 29       | 5           | 9        | 2     | 1        | 25       | 2     | 0        | 21    | 20       | 7.61     | 1.61    |
| 2021     | WSH      | 34    | 0     | 0     | 0     | 0        | 0     | 2     | 0        | 3           | .000  | 148   | 35.2     | 28       | 6           | 14       | 1     | 2        | 31       | 0     | 0        | 16    | 16       | 4.04     | 1.18    |
| MLB：3年 | MLB：3年 | 118   | 0     | 0     | 0     | 0        | 5     | 4     | 1        | 16          | .556  | 483   | 113.2    | 111      | 18          | 33       | 3     | 4        | 106      | 7     | 0        | 62    | 59       | 4.67     | 1.27    |

- 2021年度シーズン終了時

### 年度別守備成績
| 年 度 | 球 団 | 投手（P） | 投手（P） | 投手（P） | 投手（P） | 投手（P） | 投手（P） |
| 年 度 | 球 団 | 試 合     | 刺 殺     | 補 殺     | 失 策     | 併 殺     | 守 備 率  |
| ----- | ----- | --------- | --------- | --------- | --------- | --------- | --------- |
| 2019  | MIN   | 61        | 3         | 3         | 0         | 0         | 1.000     |
| 2020  | WSH   | 23        | 1         | 2         | 0         | 0         | 1.000     |
| MLB   | MLB   | 84        | 4         | 5         | 0         | 0         | 1.000     |

- 2020年度シーズン終了時

### 背番号
- 19（2019年）
- 33（2020年 - 2021年）